# Raimondo III di Pallars Jussà
Raimondo III di Pallars Jussà (in spagnolo Ramón, in catalano Ramon, in francese Raymond; 995 circa – 1049 circa) fu Conte consorte di Ribagorza dal 1010 al 1018 e Conte di Pallars Jussà dal 1011 alla sua morte.

## Origine
Secondo il capitolo n° XXXVI del libro XLVI della España sagrada. 46, De las santas iglesias de Lérida, Roda y Barbastro, Raimondo era il figlio primogenito del Conte di Pallars e Conte consorte di Ribagorza, Suniario I e di Ermentrude di Rouergue, che secondo le Europäische Stammtafeln, volume III, parte 1, n° 119 (non consultate) era la figlia del conte di Rouergue, Raimondo II, e di Riccarda, figlia di Odoino.

Suniario I di Pallars, secondo il Fragmentum historicum, Ex cartulario Alaonis era figlio del Conte di Pallars, Lupo I e di Gotruda di Cerdanya, figlia del Conte di Cerdanya di Conflent e di Besalú Miró II, come conferma lo storico catalano, Pròsper de Bofarull i Mascaró.

## Biografia
Nel 995 erano morti entrambi i fratelli di suo padre, Raimondo II e Borrell I, e, suo padre, Suniario I, continuò a governare la contea, associando al governo il figlio maggiore di Borrell I, Ermengol, che fu in sottordine allo zio e patrigno, Suniario I.
Nel 1005, Raimondo (comite Raimundo in Palliares), viene citato nel confirmatio anno V del Noticias Históricas de las tres provincias vascongadas Álava, Guipúzcoa y Vizcaya, Vol. III
Suo padre, Suniario I, dopo essere rimasto vedovo, verso il 1008, si sposò, in seconde nozze, con la Contessa di Ribagorza Toda (o Tota), come viene precisato dal capitolo n° XXXVI del libro XLVI della España sagrada. 46, De las santas iglesias de Lérida, Roda y Barbastro, e partecipò al governo e alla difesa della contea della moglie (matrigna di Raimondo).

Nella difesa della contea di Ribagorza, partecipò anche il conte di Castiglia, Sancho Garcés (965-1017), che aveva al seguito la sorella, Mayor, che divenne moglie di Raimondo, e, secondo il gesuita storico Medievalista, Gonzalo Martínez Diez, assieme al marito governò una parte della contea di Ribagorza.
Non si conosce la data esatta della morte di suo padre, Suniario I, che premorì alla seconda moglie, e morì tra il 1010 e il 1011; dato che Ermengol I, gli era premorto gli succedettero i due figli, Raimondo e Guglielmo che si divisero la contea:
- a Raimondo III toccò la parte meridionale più ricca e popolata, con più possibilità di espansione, la contea di Pallars Jussà
- a Guglielmo II, la parte settentrionale, la contea di Pallars Sobirà[12][13].

Alla morte del Conte di Ribagorza, Guglielmo, senza discendenza, la contea venne governata da Mayor assieme al marito, Raimondo III; ma il re di Pamplona e conte d'Aragona, Sancho III Garcés di Navarra, marito di Munia di Castiglia, figlia di Sancho Garcés e nipote di Mayor, reclamò la contea, per la moglie, innescando una disputa, che portò, nel 1018, all'occupazione e all'annessione al regno di Pamplona della contea di Ribagorza.

In quel periodo, verso il 1019, Raimondo III ripudiò Mayor, per consanguineità.
Tra il 1030 ed il 1040, Raimondo collaborò con Arnau Mir de Tost (futuro suocero di suo figlio Raimondo), che al comando di truppe della contea di Urgell conquistò il bacino di Tremp, la catena montuosa di Montsec e la valle di Àger, togliendoli ai Saraceni, e una parte delle conquiste passò sotto il controllo di Raimondo III.
Secondo le Noticias y documentos históricos del condado de Ribagorza hasta la muerte de Sancho Garcés III (año 1035) (non consultato), Raimondo III viene citato in un documento, inerente ad una compravendita, datato 1049.

Si presume che in quello stesso anno, Raimondo III morì e gli succedette il figlio primogenito Raimondo, come Raimondo IV, Conte di Pallars Jussà, come da documento n° CCXLIV della Marca Hispanica, Appendix.

## Matrimoni e discendenza
Come viene anche precisato dal capitolo n° XXXVI del libro XLVI della España sagrada. 46, De las santas iglesias de Lérida, Roda y Barbastro Raimondo III aveva sposato la contessa Mayor, nel 1010 e da lui si erano separati, verso il 1019; il documento n° 2 di El Monestir de Santa Maria de Gerri (segles XI-XV) Collecció Diplomática, II (non consultato) cita Mayor moglie di Raimondo (Raimundi Suniarii comtis et uxor mea comitissa…Maior).

Raimondo III da Mayor ebbe discendenti.
Dopo essersi separato da Mayor, Raimondo III sposò Ermesinda, di cui non si conoscono gli ascendenti; Ermesinda compare citata, come moglie di Raimondo III in tre documenti:

nelle Noticias y documentos históricos del condado de Ribagorza hasta la muerte de Sancho Garcés III (año 1035) (non consultato),(Reimundo comite et coniux mea...Ermesindis comitissa)

nel documento n° 16 della Collecció diplomàtica de Sant Pere d´Àger fins 1198 (Raimundus chomes Paliarense et uxor mea Ermessendis chomitissa)

nel documento n° 19 della Collecció diplomàtica de Sant Pere d´Àger fins 1198 (Raimundus gratia Dei chomes Paliarense et coniuge sua Ermesindis gratia Dei comitissa).

Raimondo III da Ermesinda ebbe tre figli:
- Raimondo († 1098 circa), Conte di Pallars Jussà[15];
- Suniario;
- Riccarda.

### Fonti primarie
- (LA)  Histoire générale de Languedoc : avec des notes et les pièces justificatives, T. 5.
- (LA)  España sagrada. 46.
- (LA)  Collecció diplomàtica de Sant Pere d´Àger fins 1198 Archiviato il 5 marzo 2016 in Internet Archive..
- (LA)  #ES Noticias Históricas de las tres provincias vascongadas Álava, Guipúzcoa y Vizcaya, Vol. III.
- (LA)  Marca Hispanica.

### Letteratura storiografica
- (ES)  Bofarull i Mascaró, Los condes de Barcelona vindicados, Tome I,.
- (EN) The Development of Southern French and Catalan Society, 718-1050, su libro.uca.edu.